# Meoneura alpina
Meoneura alpina is een vliegensoort uit de familie van de Carnidae. De wetenschappelijke naam van de soort is voor het eerst geldig gepubliceerd in 1948 door Hennig.